# Nombre pyramidal

Nombre pyramidal carré : 1+4+9+16=30.

En arithmétique géométrique, un nombre pyramidal est un nombre figuré polyédrique représenté par une pyramide dont la base, un polygone régulier, représente un nombre polygonal. La pyramide est formée de couches représentant des nombres polygonaux successifs.

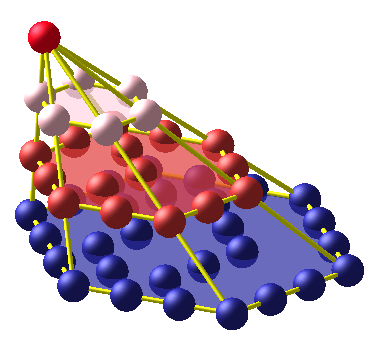
Nombre pyramidal hexagonal : 1 + 6 + 15 + 28 = 50.

Pour tous entiers {\displaystyle k\geqslant 3} et {\displaystyle n\geqslant 3}, le {\displaystyle n}-ième nombre {\displaystyle k}-pyramidal est donc la somme des nombres {\displaystyle k}-gonaux d'indices 1 à {\displaystyle n} :
On a la relation : {\displaystyle P_{n}^{(k)}=P_{n}^{(k-1)}+{\frac {n(n-1)(n+1)}{6}}=P_{n}^{(k-1)}+P_{n-1}^{(3)}}, dont on déduit {\displaystyle P_{n}^{(k)}=(k-3)P_{n-1}^{(3)}+P_{n}^{(3)}=(k-3){\binom {n+1}{3}}+{\binom {n+2}{3}}} ; 
{\displaystyle P_{n}^{(3)}} est le {\displaystyle n}-ième nombre tétraédrique.

## Exemples
| Nombre pyramidal                                      | Somme de              | Formule                                               | Les dix premiers nombres                   | Numéro OEIS             |
| ----------------------------------------------------- | --------------------- | ----------------------------------------------------- | ------------------------------------------ | ----------------------- |
| Nombre pyramidal triangulaire, ou nombre tétraédrique | nombres triangulaires | {\displaystyle P_{n}^{(3)}={\frac {n(n+1)(n+2)}{6}}}  | 1, 4, 10, 20, 35, 56, 84, 120, 165, 220    | suite A000292 de l'OEIS |
| Nombre pyramidal carré                                | nombres carrés        | {\displaystyle P_{n}^{(4)}={\frac {n(n+1)(2n+1)}{6}}} | 1, 5, 14, 30, 55, 91, 140, 204, 285, 385   | suite A000330 de l'OEIS |
| Nombre pyramidal pentagonal                           | nombres pentagonaux   | {\displaystyle P_{n}^{(5)}={\frac {n^{2}(n+1)}{2}}}   | 1, 6, 18, 40, 75, 126, 196, 288, 405, 550  | suite A002411 de l'OEIS |
| Nombre pyramidal hexagonal                            | nombres hexagonaux    | {\displaystyle P_{n}^{(6)}={\frac {n(n+1)(4n-1)}{6}}} | 1, 7, 22, 50, 95, 161, 252, 372, 525, 715  | suite A002412 de l'OEIS |
| Nombre pyramidal heptagonal                           | nombres heptagonaux   | {\displaystyle P_{n}^{(7)}={\frac {n(n+1)(5n-2)}{6}}} | 1, 8, 26, 60, 115, 196, 308, 456, 645, 880 | suite A002413 de l'OEIS |

## Note et référence
1. ↑  (en) Eric W. Weisstein, « Pyramidal Number », sur MathWorld.
2. ↑  (en) Elena Deza et Michel Deza, Figurate Numbers, Singapour, World Scientific Publishing, 2012, 456 p. (ISBN 978-981-4355-48-3, lire en ligne), p. 95